# جفت‌شدن گلیسر
جفت‌شدن گلیسر (به انگلیسی: Glaser coupling) گونه‌ای از واکنش جفت‌شدن است که طی آن دو مولکول یکسان شامل گروه عاملی آلکین با جفت شدن تشکیل یک ترکیب متقارن شامل دو گروه آلکین را می‌دهد. این واکنش در حضور ترکیبات مس(I) مانند مس(I) کلرید و مس(I) برمید و یک عامل اکسنده صورت می‌گیرد. واکنش در محلولی از آب یا الکل صورت می‌گیرد. واکنش گلیسر نخستین بار در سال ۱۸۶۹ میلادی توسط کارل آندریاس گلیسر کشف و معرفی گردید.
در سال ۱۸۸۲ میلادی شیمیدان آلمانی آدولف فون بایر موفق شد به وسیله این واکنش رنگ نیل را از سینامیک اسید تولید کند.